# Les Mistons
Les Mistons is een Franse korte film van François Truffaut die werd uitgebracht in 1958.
Het scenario van Truffaut is gebaseerd op een kortverhaal van Maurice Pons uit de verhalenbundel Virginales (1958). Truffaut beschouwde deze korte film als zijn eerste echte film. Bernadette Lafont maakte hier haar filmdebuut.

## Verhaal
Nîmes tijdens de zomervakantie. Vijf kwajongens die niets omhanden hebben en wat rondhangen worden verliefd op Bernadette, een jonge vrouw die hun eerste sensuele gevoelens opwekt. Wanneer ze voorbijfietst verslinden ze haar met hun ogen. Ze achtervolgen haar. Ook Gérard, Bernadette's lief, volgen ze als hij op weg is naar een afspraakje met haar in de arena. Uiteindelijk beginnen ze het verliefd koppel overal te bespieden en lastig te vallen, tot in de bioscoop. Als Gérard voor drie maanden vertrekt belooft hij Bernadette dat ze bij zijn terugkeer zullen trouwen. In een dagblad lezen de bengels dat Gérard is omgekomen in een bergongeval. 

## Rolverdeling
| Acteur            | Personage    |
| ----------------- | ------------ |
| Bernadette Lafont | Bernadette   |
| Gérard Blain      | Gérard Blain |
| Michel François   | de verteller |